# Ramatoulaye Labo Diallo
Pour les articles homonymes, voir Diallo.
Ramatoulaye Labo Diallo est une députée et femme politique guinéenne.
Elle est députée guinéenne de mars 2020 au 5 septembre 2021.

## Biographie
Elle est députée de la liste nationale du parti au pouvoir de 2020 en 2021, élue lors des élections législatives de mars 2020. Elle est la 1ère vice-présidente de la commission commerce, hôtellerie, tourisme et artisanat de la IXe législature de la république de Guinée, sous la présidence d'Alpha Condé.